# تئینه-کو، ساپورو
تئینه-کو (به لاتین: Teine-ku) یک منطقهٔ مسکونی در ژاپن است که در ساپورو واقع شده‌است. تئینه-کو ۵۶٫۷۷ کیلومتر مربع مساحت و ۱۴۱٬۲۹۱ نفر جمعیت دارد.